# Paragalactinia
Paragalactinia is een geslacht van schimmels behorend tot de familie Pezizaceae. De typesoort is Paragalactinia succosa.

## Soorten
Volgens Index Fungorum telt het geslacht acht soorten (peildatum maart 2024):
| Soortnaam                                     | Auteur(s)                        | Publicatiejaar |
| --------------------------------------------- | -------------------------------- | -------------- |
| Paragalactinia benatii                        | Van Vooren & Moyne               | 2021           |
| Paragalactinia berthetiana                    | (Donadini) Van Vooren            | 2020           |
| Paragalactinia eriniae                        | (M.E. Sm.) M.E. Sm. & Van Vooren | 2020           |
| Paragalactinia infossa                        | (Fogel & States) Van Vooren      | 2020           |
| Paragalactinia infuscata                      | (Quél.) Van Vooren               | 2020           |
| Paragalactinia michelii (Zwavelmelkbekerzwam) | (Boud.) Van Vooren               | 2020           |
| Paragalactinia succosa                        | (Berk.) Van Vooren               | 2020           |
| Paragalactinia succosella                     | (Le Gal & Romagn.) Van Vooren    | 2020           |